# Satomi Ishihara
Kuniko Ishigami (石神 国子 Ishigami Kuniko?,  Tokio, Japón, 24 de diciembre de 1986), conocida por su nombre artístico de Satomi Ishihara (石原 さとみ Ishihara Satomi?), es una actriz japonesa, afiliada a Horipro.

## Biografía
Ishihara nació el 24 de diciembre de 1986 en la ciudad de Tokio, Japón. Comenzó su carrera como actriz en 2003, a la edad de 17 años. Le dedicó la misma cantidad de tiempo a las series televisivas que a las películas y en el proceso ganó varios premios, como el de Mejor actriz en los 27° Premios de la Academia Japonesa y en la misma categoría en los 46° Premios Blue Ribbon por su actuación en My Grandpa. Ishihara fue elegida como una de las portadoras de la antorcha en los Juegos Olímpicos de Tokio 2020.

## Filmografía

### Televisión
- Unnatural (2018) - Mikoto Misumi
- Jimi ni Sugoi! Koetsu Garu Kono Etsuko (2016) - Etsuko Kono
- 5→9: Watashi ni Koi Shita Ikemen Sugiru Obousan (2015) - Junko Sakuraba
- Dia Shisuta (2014) - Misaki Fukazawa (hermana menor)
- Shitsuren Chocolatier (2014) - Saeko Takahashi
- Ricchiman Puauman (2012) - Makoto Natsui
- Buru Dokutaa (2011) - Chika Kamatsuda
- Reinoryokusha Odagiri Kyoko no Uso (2010) - Kyoko Odagiri
- Toubou Bengoshi (2010)
- Hidarime Tantei EYE (2010)
- Voice (2009) - Kanako Kuboaki
- Puzzle (2008)
- Walkin' Butterfly (2008)
- Hanayome to papa (2007)
- Tsubasa no Oreta Tenshitachi (2007)
- Ns' Aoi (2006)
- Akai Giwaku (2005)
- H2 (2005)
- Yoshitsune (2005) - Shizuka
- Water Boys 2 (2004)
- Teru teru kazoku (2003)
- Kimi wa Pet (2003) - Rumi Shibusawa

### Cine
- Shinobi no Kuni (2017) - Okuni
- Shin Godzilla (2016) - Kayoko Ann Patterson
- Shingeki no Kyojin: End of the World (2015) - Hange
- Shingeki no Kyojin (2015) - Hange
- The Lion Standing in the Wind (2015) - Wakako Kusano
- Bakumatsu Kokosei (2014) - Maestra Mikako Kawanabe
- Monsterz Monsutazu (2014) - Kanae Kumoi
- Sadako 3D 2 (2013) - Akane Ando
- Bungo Sasayakana Yokubo (2012) - segmento: "Chumon no Ooi Ryoriten"
- Karasu no Oyayubi (2012) - Yahiro
- Sadako 3D (2012) - Akane Ayukawa
- Gekko no Kamen (2011) - Yayoi
- Manzai Gang (2011)
- Inshite Miru: 7-kakan no desu gemu (2010) - Biyoru Sekimizu
- Zatoichi the Last (2010)
- The Fallen Angel (2010)
- Flying Rabbits (2008)
- Sushi oji!: Ginmaku ban (2008) - Joven Purusu Riri
- Hotai Club (2007) - Emiko 'Wara' Kiba
- Kita no zeronen (2005) - Tae Komatsubara
- Jam Films S (2005)
- Watashi no guranpa (2003)
- Jam Films (2002)
- Hogi-Lala (2002)

### Anime
- Onigamiden (2011) - Mizuha
- Pokémon Película 14: Pokémon Negro - Victini y Reshiram (2011) - Karita
- Pokémon Película 14: Pokémon Blanco - Victini y Zekrom (2011) - Karita